# Palo Alto (Aguascalientes)
Palo Alto es la cabecera municipal de El Llano, uno de los municipios del estado de Aguascalientes, México. Es una comunidad urbana y la más poblada del municipio, según el censo del 2010 tiene una población total de 5399 habitantes.

## Enlaces externos

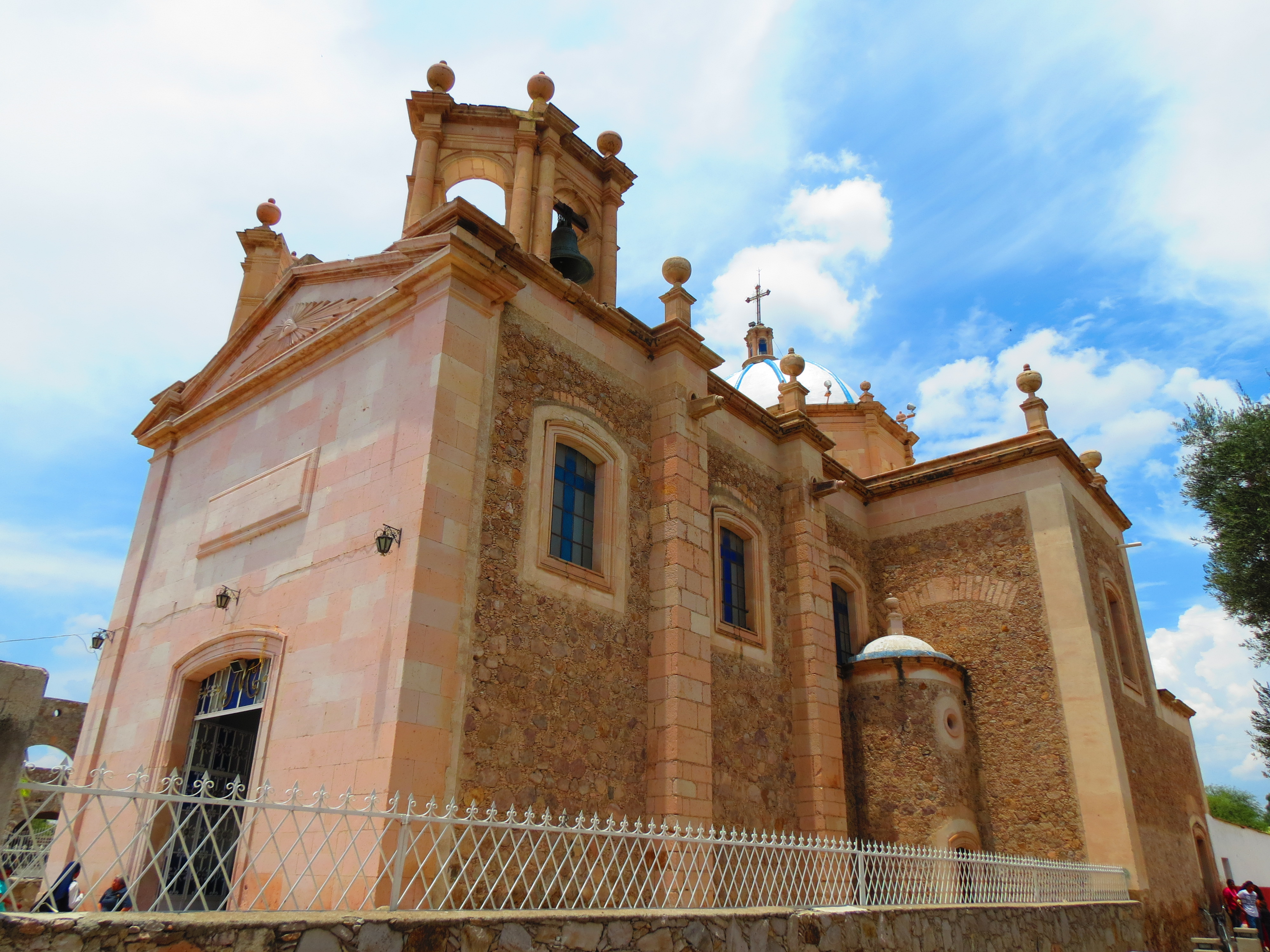
Templo de Nuestra Señora de la Luz.